# SpaceX CRS-2
Chronologie
SpaceX CRS-1 SpaceX CRS-3
SpaceX CRS 2 est le quatrième vol du vaisseau cargo Dragon de la société Space X. Cette mission, aussi appelée SpX-2 est la deuxième mission opérationnelle du vaisseau dans le cadre du contrat COTS de desserte de la Station spatiale internationale pour la NASA. Le vaisseau est lancé le 1er mars 2013 par un lanceur Falcon 9 v1.0 puis est capturé à l'aide du bras robotique canadien Canadarm 2 le 3 mars. Le vaisseau transporte 677 kg dont 221 kg en soute non pressurisée. Sa mission s'achève le 26 mars et il ramène sur Terre 1370 kg. C'estla première mission du vaisseau Dragon à transporter une charge externe.

## Déroulement de la mission
Peu de temps après la deuxième étape de séparation, le vaisseau spatial Dragon a rencontré des problèmes techniques avec son système de propulsion. Lors de l'amorçage de ses quatre modules de propulsion, le véhicule a détecté une pression insuffisante dans le système de comburant (Peroxyde d'azote) de trois des modules, ce qui a causé la mise en mode passif du véhicule par les ordinateurs de vols. Dans ce mode, le vaisseau Dragon n'exécute plus les opérations orbitales. Son système de propulsion a été désactivé et les panneaux solaires n'ont pas été déployés car le véhicule n'avait pas atteint la bonne position de déploiement. Le vaisseau Dragon est programmé pour ne pas ouvrir ses panneaux en dehors de sa position correcte afin d’éviter tout contact lors de la deuxième étape de séparation. Cette règle est en place pour les scénarios dans lesquels le vaisseau ne se serait pas correctement séparé du lanceur Falcon 9. 
Alors que deux modules de propulsion étaient actifs et que la pression du module 3 revenait à la normale, SpaceX a décidé, via le centre de contrôle de la mission au sol, de procéder au déploiement des panneaux solaires, bien que le vaisseau ne soit pas en mode actif. Le déploiement a été réalisé avec succès.
Trois des quatre modules devaient être opérationnel pour l'accostage avec la Station spatiale internationale. Après avoir effectué des corrections, SpaceX a repris le contrôle des 4 modules de propulsion et a été en mesure de corriger sa trajectoire vers l'ISS. Les responsables de la NASA ont déclaré que le vaisseau ne serait pas rendez-vous avec l'ISS le 2 mars comme initialement prévu, mais plutôt le 3 mars.
Le vaisseau Dragon a été saisi avec le bras robot Canadarm 2 le 3 mars par 2 membres de la NASA, le commandant de l’Expédition 34 Kevin Ford et l'ingénieur de Vol Tom Marshburn, et a été amarré au port d'amarrage du module Harmonie.
Lors de son lancement le Dragon CRS-2 a été rempli avec environ 677 kg de marchandises, dont 81 kg de fournitures d'équipage, 347 kg d’expériences scientifiques et matériel d'expérimentation, 135 kg de matériel pour la station et divers autres articles. Parmi eux une copie CD de la chanson Up in the Air du groupe de rock Thirty Seconds to Mars, qui fut diffusée pour la première fois à bord de la station spatiale internationale le 18 mars 2013, au cours d'une émission de télévision retransmise par la NASA.
Le vaisseau Dragon est revenu avec 1 370 kg de marchandises, dont 95 kg de fournitures d'équipage, 660 kg d'expériences scientifiques et matériel d'expérimentation, 401 kg de matériel pour la station spatiale, 38 kg de combinaison spatiale et divers autres articles.

Déroulement de la mussion
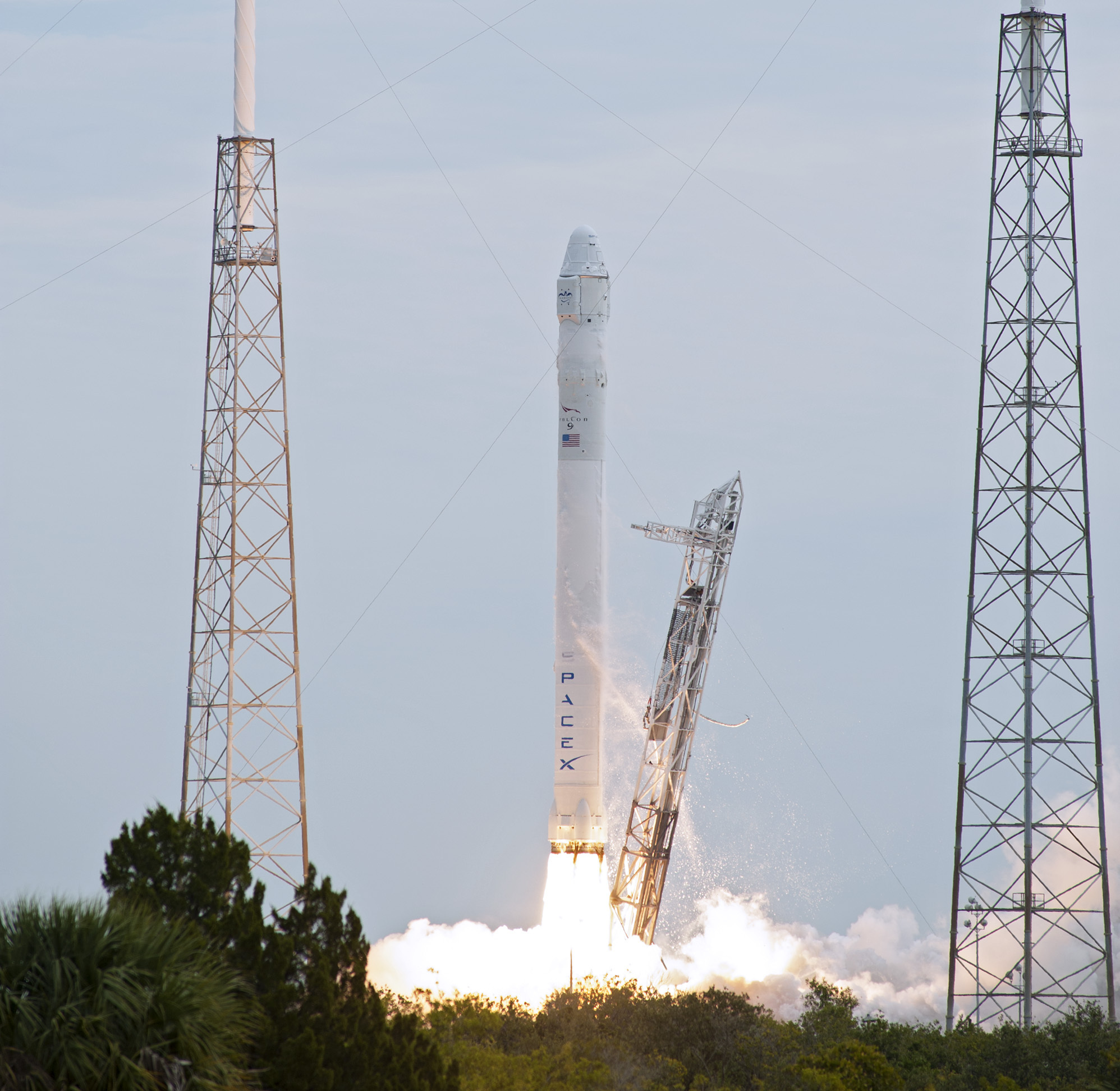
Lancement du CRS-2 par une Falcon 9 le 1er mars 2013.
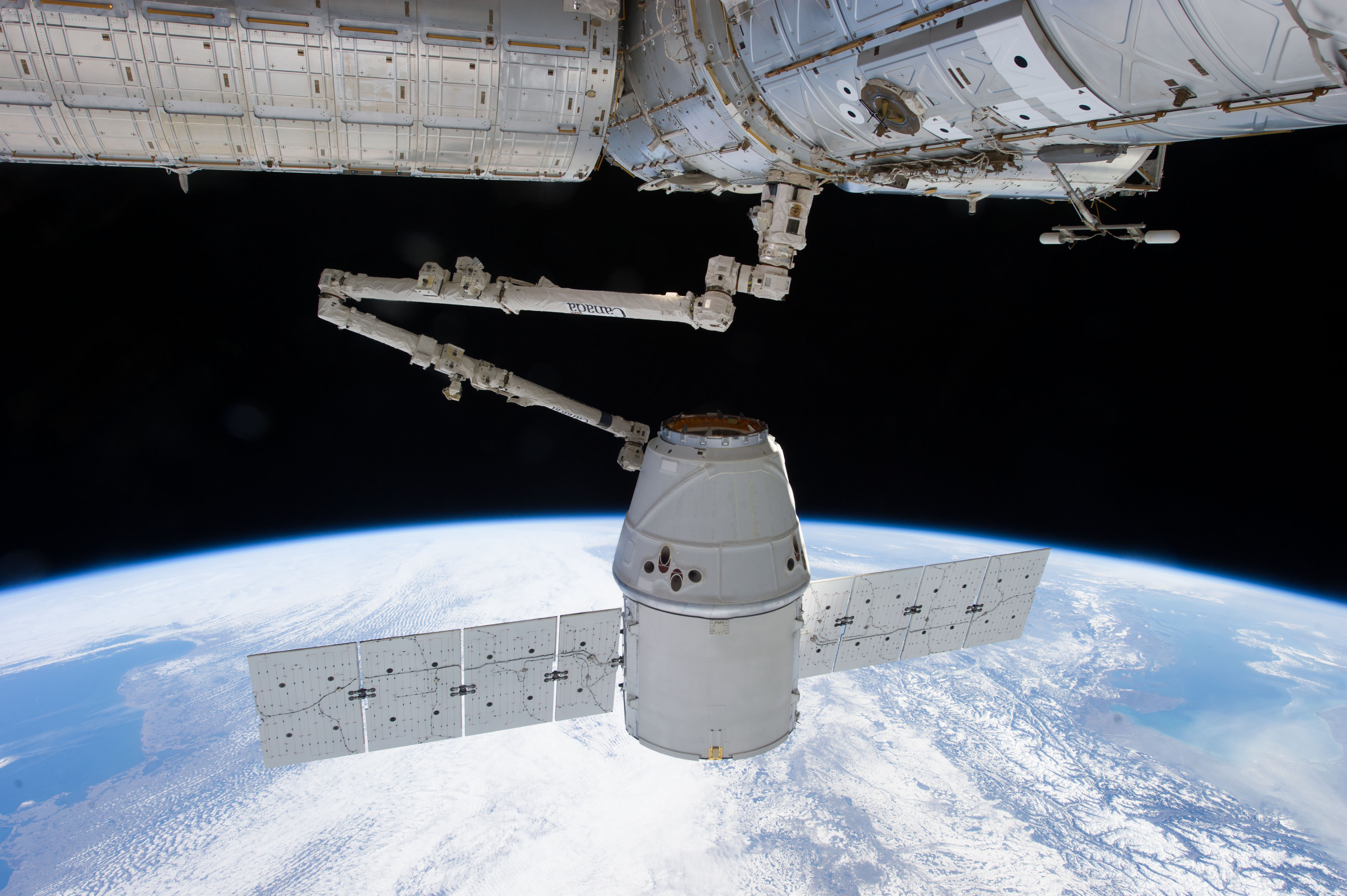
Le vaisseau spatial Dragon en train de s’amarrer à Harmony le 3 mars 2013.
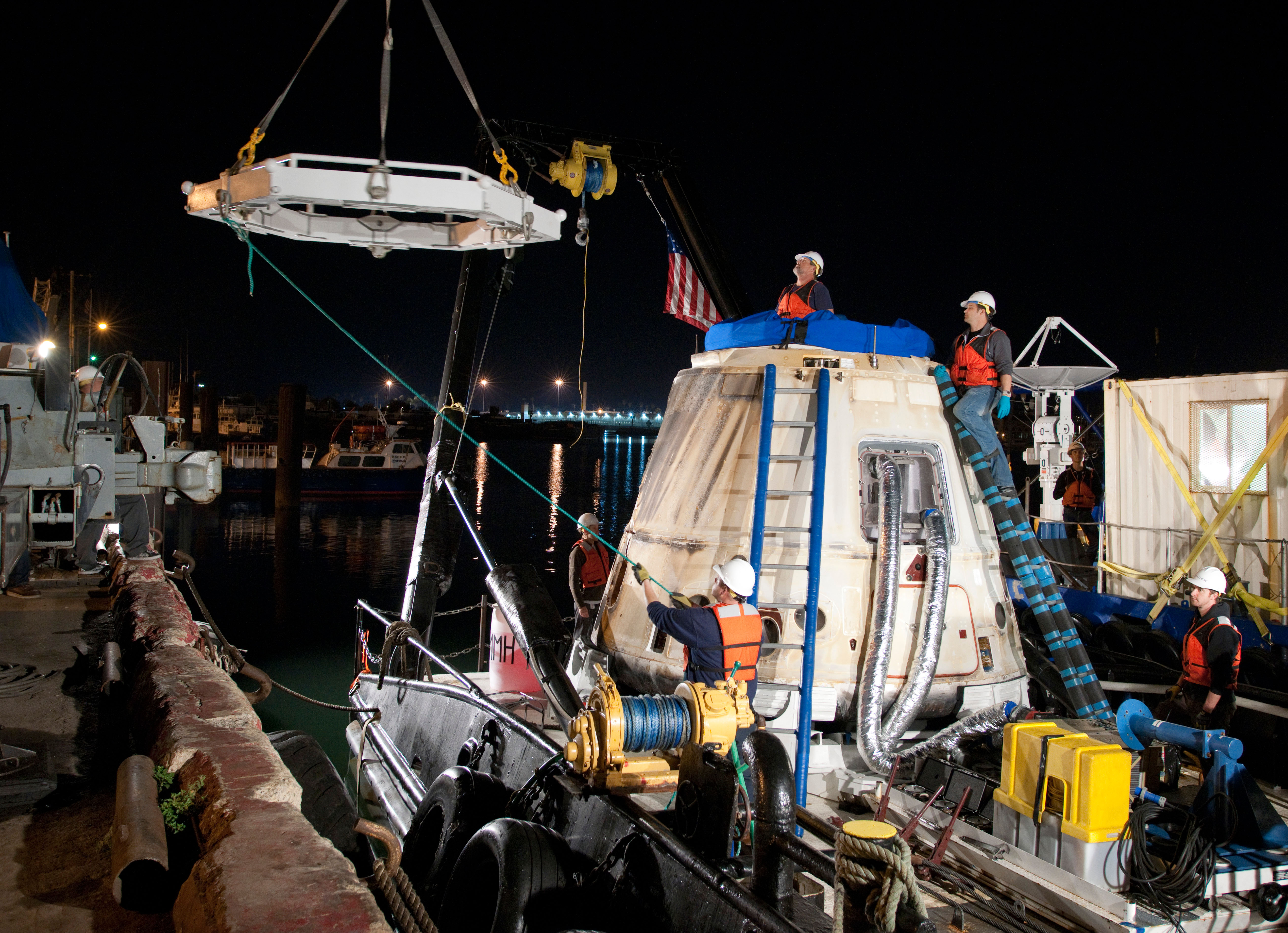
La capsule sur le bateau de récupération après son retour sur Terre.